# Garra dembecha
Garra dembecha är en fiskart som beskrevs av Getahun och Melanie L. J. Stiassny 2007. Garra dembecha ingår i släktet Garra och familjen karpfiskar. IUCN kategoriserar arten globalt som livskraftig. Inga underarter finns listade i Catalogue of Life.